# Biston porphyria
Biston porphyria är en fjärilsart som beskrevs av Arthur Gardiner Butler 1889. Biston porphyria ingår i släktet Biston och familjen mätare, Geometridae. Inga underarter finns listade i Catalogue of Life.